# جيوتا

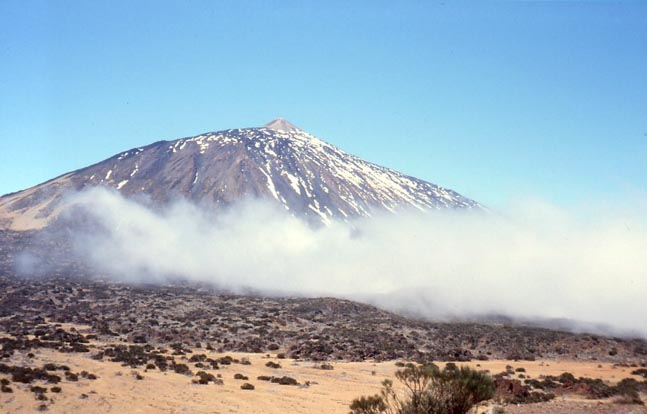
جبل تيد على تينيريفي. وفقا للأساطير كان منزل Guayota.

جيوتا (بالإنجليزية: Guayota)‏ هو الاسم الذي يطلق على الشيطان بين غوانش، السكان الأصليين للجزيرة تينيريفي (جزر الكناري، إسبانيا). هو روح الشر التي يتم التعرف على جن (مثل إبليس). في الواقع، كانت غوانش من أصل بربري في شمال أفريقيا. وفقا للمعتقدات وجيوتا عاش داخل تيد. عندما وقع انفجار بركاني، يعتقد أن غوانش كان ذلك بسبب الشيطان يحاول الخروج من البركان. وهو ما يمثل كلب أسود. في كثير من الأنابيب البركانية تيد وجدنا بقايا من القرابين، ومناطق إنتاج الغذاء، التي هي معروفة لغوانش العروض المقدمة في بيت جيوتا لتهدئة غضب الشيطان.
يعتقد الأهالي أن آخمان (إلههم الأعلى) وتأمينه جيوتا لأنه تجرأ على خطف إله الشمس ماجيك وأغرقت العالم كله في ظلام دامس. بعد صراع مرير، وتمكنت من إنقاذ آخمان ماجيك وتأمين شيطان بدلا من ذلك.